# Max d'Ollone
Max d'Ollone (Besanzón, 13 de junio de 1875 - París, 15 de mayo de 1959) fue un director de orquesta, compositor y musicógrafo francés. Fue hermano del explorador Henri d'Ollone.

## Biografía
Desde muy joven mostró un gusto pronunciado por la música. Sus primeros ensayos como niño interesaron a Charles Gounod, Camille Saint-Saëns y Jules Massenet. Siguió sus estudios en el Conservatorio de París y fue alumno de Albert Lavignac, André Gedalge y de Jules Massenet. Obtuvo todos los premios incluido el Primer Gran Prix de Roma en 1897 con la cantata Frédégonde.
Compuso la ópera, Jean (1904) inédita aunque mediante conciertos se conocieron algunos fragmentos. En 1901, Camille Saint-Saëns le pasó el encargo de un ballet por qué no tenía tiempo de componerla el mismo, Bacchus et Silène, estrenado en Béziers. D'Ollone escribió el mismo el libreto de su ópera siguiente, Le Retour, estrenada en 1912 en Angers y que sería repuesta en la Ópera de París el 6 de junio de 1919 con Germaine Lubin en el papel principal.
En 1913, los conciertos Colonne presentaron la primera escena de L'Étrangère, drama lírico inédito hasta hoy en día, como Les Amants de Rimini (1915) donde solo la tercera escena se interpretó en la Ópera en 1916. Un acto de la comedia lírica Les Uns et les autres sobre un libreto de Verlaine se interpretó en la Ópera el 6 de noviembre de 1922.
La originalidad del compositor se muestra en su ópera L'Arlequin, representada el 24 de diciembre de 1924 en la Ópera sobre el libreto de Jean Sarment y en la Opéra-comique Georges Dandin ou le Mari confondu basado en  Molière, estrenada en la Opéra-Comique en marzo de 1930.
En 1931, la Ópera de Montecarlo presentó Le Temple Abandonné, ballet en que la partirura se retomó tres años más tarde en Colonia. El 23 de junio de 1937, la Ópera representó La Samaritaine, drama lírico en tres actos basado en pieza homónima de Edmond Rostand estrenada en 1897 por Sarah Bernhardt.
Sirvió un largo tiempo como profesor en el Conservatorio de París, publicó dos volúmenes sobre Le Langage Musical (Ginebra, La Palatine et Paris Plon 1952).
Aunque sufrió la influencia de Richard Wagner y de Jules Massenet, desarrolló en su música un sentido dramático personal.